# Emil Konradsen Ceide
Emil Konradsen Ceide (Tromsø, 2001. szeptember 3. –) norvég korosztályos válogatott labdarúgó, az olasz Sassuolo csatárja.

## Pályafutása

### Klubcsapatokban
Ceide a norvégiai Tromsø városában született. Az ifjúsági pályafutását a Finnsnes csapatában kezdte, majd a Rosenborg akadémiájánál folytatta.
2019-ben mutatkozott be a Rosenborg első osztályban szereplő felnőtt keretében. Először a 2018. július 7-ei, Tromsø ellen 2–1-re megnyert mérkőzés 84. percében, Jonathan Levi cseréjeként lépett pályára. Első gólját 2021. május 30-án, a Stabæk ellen 4–2-es győzelemmel zárult találkozón szerezte meg. A 2021–22-es szezon második felében az olasz első osztályban érdekelt Sassuolo csapatát erősítette kölcsönben. A lehetőséggel élve, 2022. július 1-jén az olasz klubhoz igazolt. 2022. augusztus 15-én, a Juventus ellen 3–0-ra elvesztett bajnokin debütált.

### A válogatottban
Ceide az U17-es, az U18-as, az U19-es és az U21-es korosztályú válogatottakban is képviselte Norvégiát.
2021-ben debütált az U21-es válogatottban. Először a 2021. szeptember 3-ai, Ausztria ellen 3–1-re megnyert mérkőzés 89. percében, Noah Jean Holmot váltva lépett pályára. Első két gólját 2021. szeptember 7-én, Észtország ellen 5–0-ás győzelemmel zárult U21-es EB-selejtezőn szerezte meg.

## Statisztikák
2023. január 7. szerint
| Klub                  | Szezon   | Osztály     | Bajnokság | Bajnokság | Kupa  | Kupa | Nemzetközi | Nemzetközi | Összesen | Összesen |
| Klub                  | Szezon   | Osztály     | Meccs     | Gól       | Meccs | Gól  | Meccs      | Gól        | Meccs    | Gól      |
| --------------------- | -------- | ----------- | --------- | --------- | ----- | ---- | ---------- | ---------- | -------- | -------- |
| Rosenborg             | 2018     | Eliteserien | 2         | 0         | 0     | 0    | —          | —          | 2        | 0        |
| Rosenborg             | 2019     | Eliteserien | 9         | 0         | 0     | 0    | 5          | 0          | 14       | 0        |
| Rosenborg             | 2020     | Eliteserien | 28        | 0         | 0     | 0    | 1          | 0          | 29       | 0        |
| Rosenborg             | 2021     | Eliteserien | 24        | 5         | 3     | 3    | 6          | 2          | 33       | 10       |
| Rosenborg             | Összesen | Összesen    | 63        | 5         | 3     | 3    | 12         | 2          | 78       | 10       |
| Sassuolo (kölcsönben) | 2021–22  | Serie A     | 6         | 0         | 1     | 0    | —          | —          | 7        | 0        |
| Sassuolo              | 2022–23  | Serie A     | 10        | 0         | 1     | 0    | —          | —          | 11       | 0        |
| Sassuolo              | Összesen | Összesen    | 16        | 0         | 2     | 0    | 0          | 0          | 18       | 0        |
| Összesen              | Összesen | Összesen    | 79        | 5         | 5     | 3    | 12         | 2          | 96       | 10       |

## Sikerei, díjai
Rosenborg
- Eliteserien
  - Bajnok (1): 2018

- Norvég Kupa
  - Győztes (1): 2018

## Fordítás
Ez a szócikk részben vagy egészben  az   Emil Konradsen Ceide című angol Wikipédia-szócikk fordításán alapul.  Az eredeti cikk szerkesztőit annak laptörténete sorolja fel. Ez a jelzés csupán a megfogalmazás eredetét és a szerzői jogokat jelzi, nem szolgál a cikkben szereplő információk forrásmegjelöléseként.